# Liste der Kulturdenkmäler in Niederlauch
In der Liste der Kulturdenkmäler in Niederlauch sind alle Kulturdenkmäler der rheinland-pfälzischen Ortsgemeinde Niederlauch aufgeführt. Grundlage ist die Denkmalliste des Landes Rheinland-Pfalz (Stand: 27. Juni 2022).

## Einzeldenkmäler
| Bezeichnung                        | Lage                        | Baujahr                  | Beschreibung | Bild                           |
| ---------------------------------- | --------------------------- | ------------------------ | --- | ------------------------------ |
| Bildstock                          | Hauptstraße, bei Nr. 5 Lage | 1619                     | Kreuzigungsbildstock, bezeichnet 1619, Aufsatz vom sogenannten Schönecker Typ | Fotos hochladen                |
| Bildstock                          | Hauptstraße, bei Nr. 8 Lage | 1847                     | Kreuzigungsbildstock, bezeichnet 1847, nach Vorbild des sogenannten Schönecker Typs | BW                             |
| Katholische Pfarrkirche St. Martin | Kirchweg 1 Lage             | 15. oder 16. Jahrhundert | im Kern spätgotischer Saalbau, Chor um 1775, Verlängerung des Schiffs und Westturm 1867; mit Ausstattung; auf dem Kirchhof zehn Kreuzwegstationen, 18. Jahrhundert, Kreuzigungsbildstock, bezeichnet 1742; an der Kirchhofsmauer Kreuzigungsbildstock, bezeichnet 1692; auf dem Vorplatz einbezogen in das Kriegerdenkmal heiliger Martin, eventuell noch aus dem 16. Jahrhundert | weitere Bilder Fotos hochladen |